# Капюшонный американский дубонос
Капюшо́нный америка́нский дубоно́с (лат. Hesperiphona abeillei) — вид птиц из семейства вьюрковых отряда воробьинообразных. Выделяют четыре подвида. Вид был впервые описан французским натуралистом Рене Лессоном в 1839 году.

## Внешний вид
Капюшонный американский дубонос достигает длины 16—18 см и массы около 40 г, размах крыльев 20—25 см. Массивная птица с большой головой и довольно коротким хвостом. Выражен половой диморфизм. У самцов общая окраска оперения жёлтая с зеленоватым оттенком на спине. Голова, края крыльев и верхняя часть хвоста чёрные. Второстепенные кроющие перья крыльев белые. Крепкий, конический клюв серого цвета с желтоватым оттенком. Большие круглые глаза коричневого цвета, ноги тёмно-карие. У самок тело равномерного коричневато-серого цвета, более яркое в брюшной области, а чёрный цвет на голове почти полностью отсутствует, сводясь к маске вокруг глаз и клюва и небольшой шапке на лбу и макушке.

## Распространение и подвиды
Капюшонный американский дубонос обитает во влажных тропических и субтропических лесах, расположенных в горных местностях Мексики и Гватемалы.
Встречается на высоте от 900 до 3200 метров над уровнем моря.
Выделяют четыре подвида:
- Hesperiphona abeillei pallida Nelson, 1928 — северо-запад Мексики
- Hesperiphona abeillei saturata Sutton & Burleigh, 1939 — северо-восток Мексики
- Hesperiphona abeillei abeillei (Lesson, 1839) — центр и центральная часть юга Мексики
- Hesperiphona abeillei cobanensis Nelson, 1928 — юг Мексики и Гватемала